# Вулкански лук Кампаније
Вулкански лук Кампаније је вулкански лук који се састоји од великог броја активних, успаваних и угашених вулкана у региону Кампанија у Италији. Овај вулкански лук окружује Напуљски залив и обухвата:
- Везув: активни вулкан, последња ерупција 1944. године.
- Флегрејска поља: пространа, древна калдера на територији западног дела Напуља. Ово подручје је скуп бројних угашених кратера који сведоче о древним ерупцијама; међутим, на овом подручју се налази и Солфатара, плитки вулкански кратер који и даље испушта облаке сумпорастих испарења, те се сматра активним.
- Планина Епомео: 20 километара западно од Напуља на острву Искија, последња ерупција 1302. године.
- Палинуро, Вавилев, Марсили и Мањаги: подводни угашени или успавани вулкани јужно од Везува. Последња три су откривена 1950-их и носе имена геолога који су их открили. Палинуро је био познат од раније. У овом тренутку, постоји забринутост о Марсилијевом стању „мировања“, који достиже висину од 3.000 метара, са врхом који извирује 500 метара изнад површине воде. Додатне, новије купе су откривене на Марсилију.

Вулкански лук Кампање је донекле географски израз, јер је ово подручје део велике површине интензивне вулканске и сеизмичке активности која укључује, даље на југ, активна вулканска острва Стромболи и Вулкано код северне обале Сицилије, као и највећи активни вулкан у Европи, Етну, на самој Сицилији.

## Галерија
- Острво Искија
- Планина Везув
- Планина Епомео
- Вулкан Стромболи
- Солфатара